# Margalla Hills

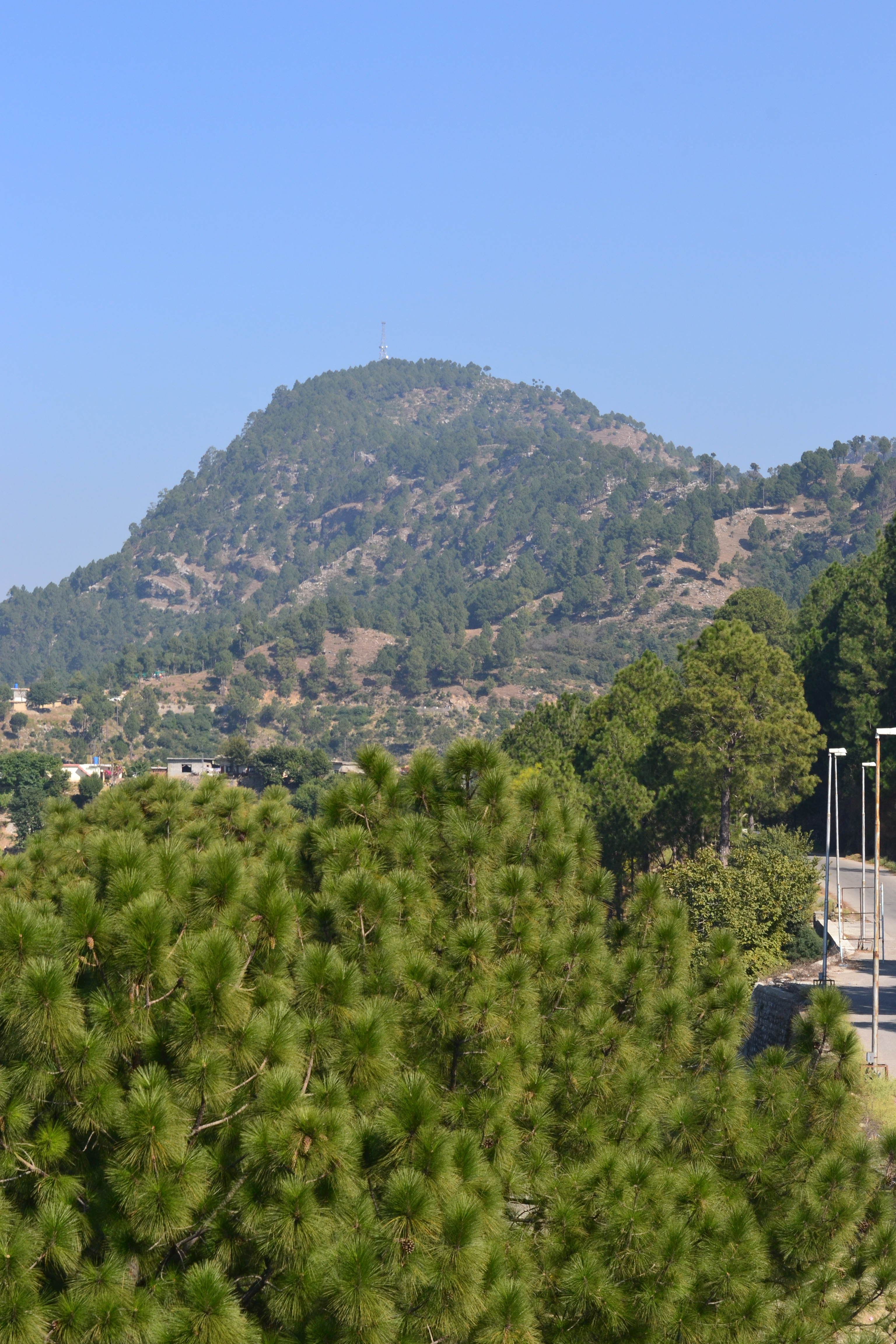
Tilla Charouni 1604 m

Die Margalla Hills sind ein Gebirge im Norden Islamabads in Pakistan. Es liegt hinter der Faisal-Moschee, eine der größten Moscheen der Welt, und eignet sich besonders zum Wandern oder zum Besichtigen der Stadt. Die beste Zeit hierfür ist der Winter, wenn wenig Regen fällt und die Tage von der Temperatur her angenehmer sind.

## Flora und Fauna
Die Berglandschaft ist für Wanderer insbesondere wegen ihrer Flora und Fauna interessant. So handelt es sich bei den bewaldeten Bergen um eines der letzten Beispiele des westlichen himalayischen immergrünen Waldes. Zur Fauna gehören der Indische Leopard, der Rhesusaffe und der Graue Goral. Auch die Avifauna ist reichhaltig in diesem Gebiet.